# Маргарита Ида де Рейнель
Маргарита Ида де Рейнель (фр. Marguerite de Reynel, ок. 1203 — 1254) — дочь Арно II де Рейнеля (1170 — до 1228), сира Пьерфитта, и его первой жены Иды де Бриенн-ле-Шатле (1174—1228), младшей сестры Иоанна де Бриенн-ле-Шатле, короля Иерусалима и императора Латинской империи. Её родители принадлежали к графским родам Шампани.
Император Священной Римской империи Фридрих II Гогенштауфен познакомился с ней в Бриндизи 9 ноября 1225 года во время своей свадьбы с Иолантой Иерусалимской, которая приходилась Маргарите кузиной.
Хронист Джованни Виллани в своём труде «Новая хроника, или История Флоренции» писал: «Фридрих, погрязший в пороке сластолюбия, взошел на ложе двоюродной сестры императрицы и королевы, которая была девицей и жила в отдельных покоях. Императрицу же он оставил и начал дурно обращаться с ней, поэтому она пожаловалась своему отцу, королю Иоанну, на позор, претерпеваемый ею от Фридриха, и на то, как он поступил с племянницей Иоанна».
От связи с императором у Маргариты родилась дочь, Бланшефлер Швабская (или Бьянкафьоре, 1226—1279). После 1240 года она приняла постриг в доминиканском аббатстве Монтаржи в Гатине, основательницей которого была Амиция де Монфор, племянница Ги I де Монфора (1160—1229), отчима Балиана I Сидонского.
Осенью 1228 года Маргарита вступила в брак с Балианом I де Гранье (ок.1192—1241), сеньором Сидона, сыном Рено де Гранье (фр. Renaud de Grenier, ок. 1130—1204), сеньора Сидона, и Эльвис д’Ибелин (фр. Helvis d'Ibelin, ок. 1178 — до 1216). Император Фридрих II назначил Балиана бальи Иерусалима с 1228/1231 гг.
Их дети:
- Жиль де Гранье.
- Жюльен де Гранье (? — 1275), сеньор Сидона и Бофора. С 1252 года был женат на Евфимии (ум. 1309), второй дочери Хетума I, царя Малой Армении, и его жены Изабеллы. В 1256/61 гг. вступил в связь с Плезанцией Антиохийской, вдовой короля Кипра Генриха I. Эта связь послужила поводом для папской буллы Урбана IV в 1261 году, убеждавшим её вступить в повторный брак и повлёкшим тем самым развод Жюльена с Евфимией в 1263 году.
- Филиппа (после марта 1261). Муж N де Бофор.
- Изабелла, умерла незамужней.
- Агнесса, муж Гильом Антиохийский (после 1262), лорд Ботрона, сын Боэмунда Антиохийского и N Пливано, коннетабль Иерусалима в 1262 году

Некоторые историки путают Маргариту Иду де Рейнель и представительницу другой линии Бриенн — графов де Бар-сюр-Сен. Агнес де Бриенн (Аньес, Анаис, фр. Agnes de Brienne; ? — до 1240), дама Бражелон, была дочерью Тибо де Бриенна (? — после 1204), графа де Бар-сюр-Сен и Маргариты де Шасене (? — после 1191). Она вышла замуж за Филиппа II де Планси (ок. 1185—1237), сира де Планси.
В книге «Жизнь Людовика Святого», написанной участником седьмого крестового похода Жаном де Жуанвиль есть упоминание о его четвероюродной кузине Маргарите де Рейнель-Сидонской: «мадам де Сайда (Сидонская), которая была кузиной графа Готье (IV Великого де Бриенн, 1205—1251) и сестрой Готье де Рейнеля (1190—1264) — на его дочери (Аликс де Рейнель, 1235—1288) я женился после возвращения из-за моря (11 декабря 1261), — приняла останки дорогого графа (Готье IV де Бриенна казнили в каирском плену) и погребла их в церкви госпитальеров в Акре. Она организовала заупокойную службу таким образом, что каждому рыцарю была вручена восковая свеча и серебряный денье, а король Людовик IX Святой к восковой свече получил золотой безант — и все за её счет. Люди были очень удивлены, когда король согласился принять его… Он это сделал из-за вежливого отношения к даме».
Умерла Маргарита Ида де Рейнель-Сидонская 5 июля 1254 года.